# Верещака
Вереща́ка — страва української національної кухні. Для приготування використовується свиняча грудинка, тушкована у буряковому квасі або буряковому настої. Також її готували не лише з груднини чи поребрини, але й зі свіжої підчеревини, свіжо-начинених ковбас. Верещаку заправляли тертим хлібом, борошном, квасом.

## Рецепт

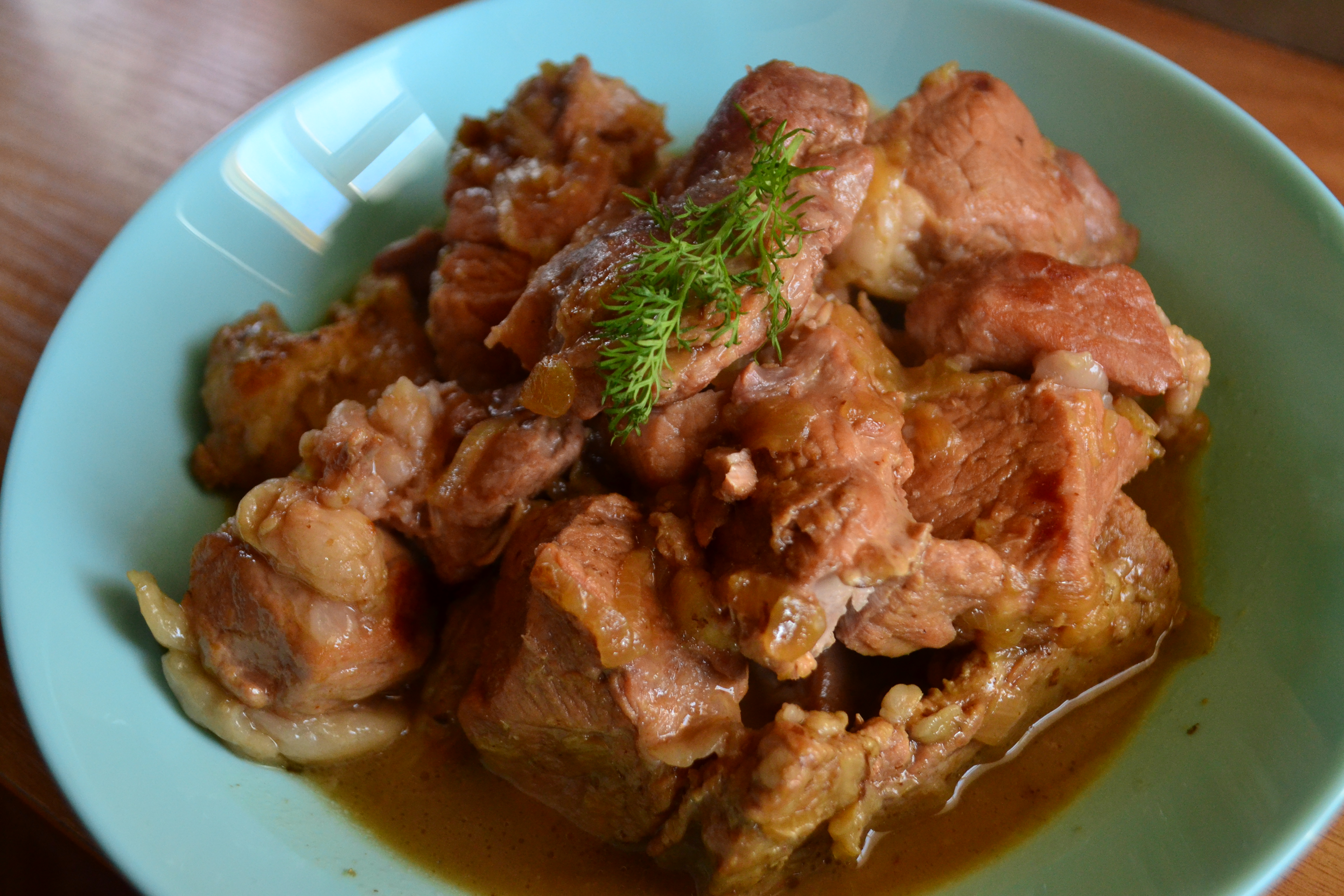
Верещака

Свіжу свинячу грудину розрубати на шматки, посолити та обсмажити з обох боків на свинячому салі. Перекласти у посуд для тушкування, налити стільки бурякового квасу, щоб було кисленьке, розбавивши, якщо потрібно, його водою, додати 5 зерен духмяного та 5 зерен звичайного перцю і дрібно порізану цибулину. Тушкувати до напівготовності, після чого додати 4 ложки тертого хліба, розмішати, і тушкувати до готовності.